# Tóth Ilona (1956-os elítélt)
Tóth Ilona Gizella (Cinkota-Árpádföld, 1932. október 23. – Budapest, 1957. június 28.) szigorló orvostanhallgató, akit az 1956-os forradalom után kivégeztek. Személye az 1956 utáni megtorlások egyik szimbolikus alakja. Szülőháza 2016 óta emlékhelyként működik és kiegészül egy konferenciateremmel, illetve a bírósági perének tárgyalóterméhez hasonlóan berendezett helyszínnel.

## Élete
1932-ben, a ma Budapest önálló kerületrészeként ismert, de 1950-ig Cinkotához tartozó Árpádföldön született. Szülei korán, négy éves korában elváltak, és mindössze két éves volt, amikor tanítónő édesanyjával (Nagy Ilona) elköltözött. De gyakran látogatta édesapját (Tóth Ferenc József) is szülőházában, a Széchenyi utca 10-es (az 1950-es évektől Állás utca 57.) szám alatt. Anyai nagyszülei nem messze, a Fertály utca – Katymár utca sarkán laktak. Református volt, a Kálvin téri templomba jártak istentiszteletre. Szeretett sportolni: atletizált, vívott, majd repült is. Tanulmányai alatt végig jó tanuló volt. A középiskolában DISZ-titkár volt, de miután egy nyilvános vitán az egész vezetőséggel szemben bírálta az értelmiségi származásúak hátrányos megkülönböztetését a továbbtanulásban, le kellett mondania.
1943-tól volt a zuglói Budapesti Magyar Király Állami Erzsébet-Nőiskola leánygimnázium és Nőnevelőintézet tanulója, és ott is érettségizett 1951-ben, de akkor már Teleki Blanka Általános Leánygimnázium volt az intézmény neve. Ezután felvették a budapesti orvostudományi egyetemre, ott azonban már oklevelet nem szerezhetett, mivel – csupán 24 éves szigorló orvostanhallgatóként – 1957. június 28-án kivégezték. Bár a vélemények megoszlanak, a legtöbben abban egyetértenek, hogy a vádként felmerült események teljes bizonyossággal utólag már nem rekonstruálhatók, a korabeli dokumentumokban (bírósági, rendőrségi és boncjegyzőkönyvek) tartalmában – ahogy Eörsi László fogalmazott – ellentmondások, hiányosságok, hibák és „elszólások” vannak, és Tóth Ilona a forradalom mártírja.
A medika 1956-ban ötödéves szigorló (egyetemi tanulmányainak a befejezése előtt álló, utolsó szigorlatára vagy szigorlataira készülő) orvostanhallgató volt. A forradalom előtt a Szövetség utcai kórházban volt belgyógyászati gyakorlaton. Az 1956-os forradalom és szabadságharc alatt 1956. október 23-án részt vett a diáktüntetésen. Október 25-én jelentkezett ápolónőnek a Szövetség utcai kórházba, ahol azonban nem tudtak munkát adni neki, így átküldték a Péterfy utcai kórházba, ahol az Önkéntes Mentőszolgálat tagja lett. November 1-jétől a kórház kisegítő részlegének vezetője lett. November 11-e után bekapcsolódott az illegális ellenálló mozgalmakba, röpcédulákat készített, és részt vett az Élünk című folyóirat szerkesztésében.
1956. november 19-e éjjelén egy a Domonkos utcai kisegítő kórházban tartott razzia során őrizetbe vették és a Deák téri főkapitányságon előállították hét fiatallal, akik közül csak Molnár Józsefet állították bíróság elé, a többieket a rendőrségi vizsgálat lezárása után szabadon engedték. Eredetileg röplapozásért tartóztatták le, majd egy kihallgatás során, december 4-től kezdve – a periratok szerint társai forradalom alatti kegyetlenségéről értesülve – tett gyilkossággal kapcsolatban önmagára terhelő, beismerő vallomásokat. A védelem stratégiája – nyilatkozta Kiss Réka történész – a tárgyaláson ezért nem az igazság kiderítése volt, hanem Tóth Ilonának a halálos ítélettől való megmenekítése. Ügyvédje Kardos János volt (abban az időben ez a per volt az utolsó, ahol a vádlottak szabadon választhattak védőt), akinek meggyőződése volt, hogy védence ártatlan. Szerinte az első vádirat megszületésekor még előreláthatóan 10-15 év börtönbüntetésre akarták ítélni. Tóth Ilona azonban az egész per során minden felmerülő vádpontot magára vállalt, ha ellentmondás merült is fel, azt saját bűneit súlyosbítva oldotta fel. Bűnösségét saját és vádlott-társai beismerése igazolta. 1957. január 29-étől tárgyalása már a nemzetközi nyilvánosság előtt zajlott. A kegyelmi tanácskozáson Tóth Ilona esetében B. Tóth Matild bírónő is a halálos ítélet megváltoztatása mellett foglalt állást, illetve Molnár György ügyész is csak súlyos, de nem a legsúlyosabb büntetést kérte. A két politikai delegált ülnök, Kolláthi Ferenc és Kócs Sándor azonban már első fokon, 1957. április 8-án halált kért Tóth Ilonára és a vádlottak padján ülő forradalmárokból kettőre. A Legfelsőbb Bíróság népbírósági tanácsa fellebbezési tárgyalásán végül államrend elleni szervezkedés, gyilkosság, folytatólagosan elkövetett izgatás és személyes szabadság megsértése vádjával Gyöngyösi Miklóssal, Gönczi Ferenccel és Kovács Ferenccel (segédmunkás) együtt halálra ítélte, és 1957. június 28-án – két nappal a többiek után – felakasztották. A szintén e perben vádlott Obersovszky Gyula és Gáli József ügyében a legfelsőbb ügyész törvényességi óvással élt, ami alapján halálbüntetés helyett előbbit életfogytiglani, utóbbit pedig 15 évi börtönbüntetésre ítélték. Molnár József letöltendő börtönbüntetést kapott.
A vád állítása, miszerint 1956. november 18-án Gyöngyösi Miklós és Gönczi Ferenc segítségével mint a Domonkos utcai, szükségkórházzá átalakított részleg vezetője orvosi eszközökkel (vénába fecskendezett benzinnel, más változat szerint altatóval és szívszúrással) megölte Kollár István rakodómunkást, mert az Államvédelmi Hatóság tagjának vélték, a rendszerváltás után egy időre politikai felhangokat sem nélkülöző viták kereszttüzébe került. Az üggyel foglalkozó történészek és kutatók egy része azon a véleményen van, hogy Tóth Ilonát koncepciós perben ítélték el, mert nem követett el (vagy nem ő követte el a) gyilkosságot, bár az akkori események pontos menetét utólag lehetetlen teljes biztonsággal rekonstruálni. Tóth Ilona és társai perükben azt vallották, hogy elkövették a gyilkosságot, sőt részletesen (bár nem teljesen egybehangzóan) elő is adták, miképp történt. A beismerő vallomásokat azonban a történészek többsége szerint kényszer hatására, és/vagy más személyek fedezése érdekében tehették. Ellentétes állásponton van Eörsi László, aki szerint Tóth Ilona vallomása őszinte volt, és ha voltak is enyhítő körülmények, ténylegesen részt vett az emberölésben.

## Bírósági felülvizsgálat
A Legfelsőbb Bíróság Tóth Ilona testvérének kérésére 1990-ben felülvizsgálta a bírósági eljárást, de a semmissé nyilvánítás iránti kérelmet elutasította. Tíz évvel később a 2000. évi CXXX. törvény elrendelte, hogy a különböző 1956–57-ben alkotott jogszabályok alapján rögtönbíráskodásban, gyorsított eljárásban illetve népbírósági tanács előtti eljárásban „a forradalommal, illetve harci cselekménnyel összefüggésbe hozott cselekmény miatt” történt elmarasztaló ítéleteket az ügyben eljárt elsőfokú bíróság nyilvánítsa semmissé. Ennek alapján 2001 februárjában a Fővárosi Bíróság a Tóth Ilona elleni 1957-es eljárást semmisnek nyilvánította.

## Emlékezete

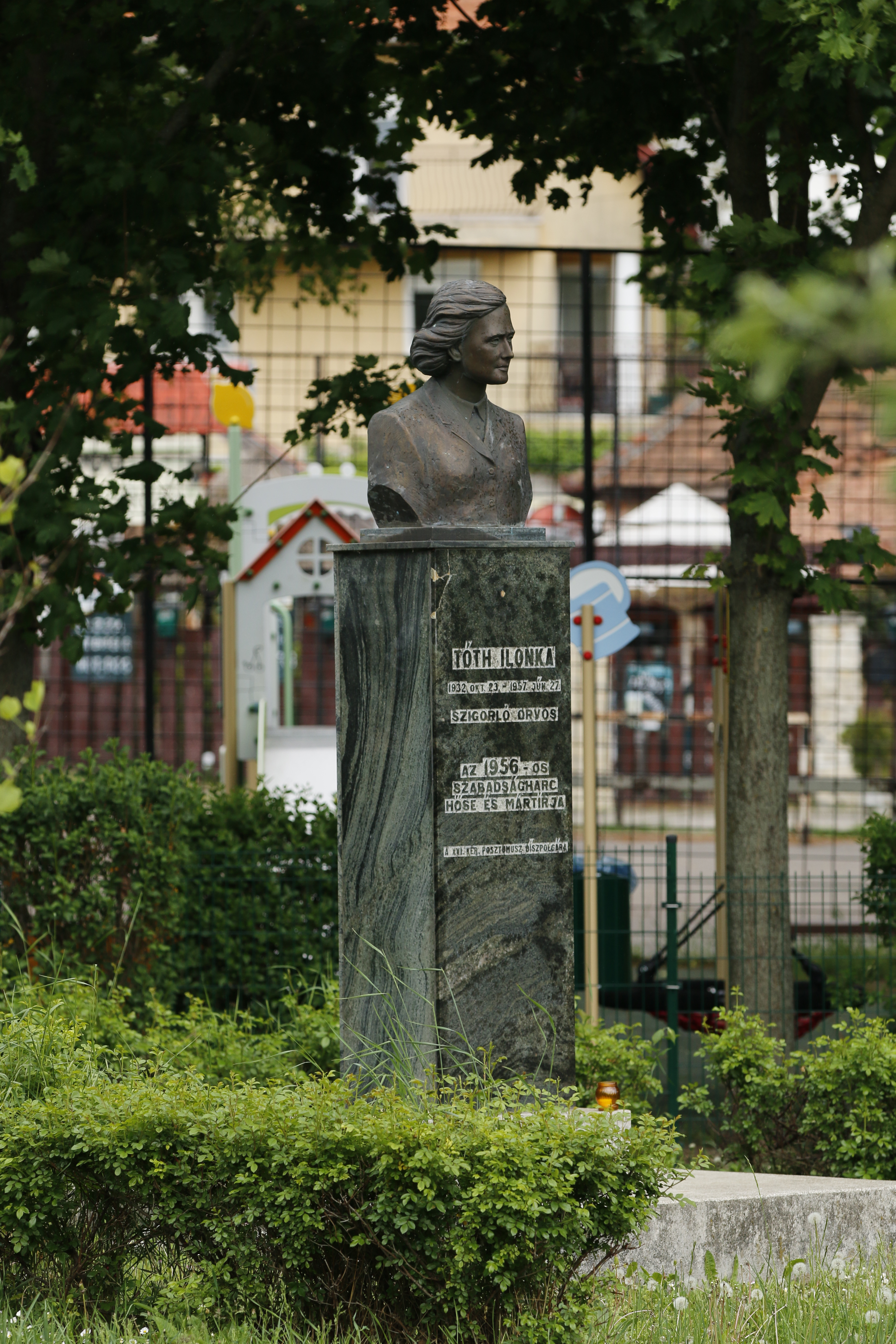
Bronzszobra a XVI. kerületben

2001-ben szülőföldjén, a XVI. kerületben a Déli harangszó Baráti Kör kezdeményezésére posztumusz díszpolgárrá választották. Szintén ez év novemberétől életnagyságú mellszobra – Domonkos Béla eredetileg 2000. október 23-án, a mátyásföldi Kalitka utcai Laki Károly Néprajzi Magángyűjteménye múzeum kertjében felavatott alkotása – a budapesti Nagyvárad téren áll, a SOTE elméleti tömbjének bejáratánál. Budapest XVI. kerületében 2008. június 27-én, az Állás utca–Zöldséges utca kereszteződésében a saroktelek, ahol a SOTE előtti mellszobrának másik példánya áll, a Tóth Ilonka tér nevet kapta. Ettől nem messze (Állás u. 57.) 2016-ban a kerületi önkormányzat 125 millió forintos ráfordítással emlékházzá alakította Tóth Ilona szülőházát. Ugyanebben az évben a Borotvás utca 2. háztömb Veres Péter út irányába néző tűzfalára egy a medikát ábrázoló falfestmény került.
Dunakeszin és Diósdon utcát, Miskolcon 2006-ban orvosszállót neveztek el róla.
2005-ben dr. Körmendy Béla akadémikus és felesége létrehozta a Tóth Ilona Alapítványt, azzal a céllal, hogy minden évben Tóth Ilona-díjban részesüljön a Kárpát-medence egy megfelelő nemzettudattal rendelkező, kiváló szakmai és tanulmányi eredményeket elérő orvostanhallgatója. Az emlékdíj plakettjét Győrfi Lajos szobrászművész tervezte.
Bár Tóth Ilona feltehetően soha nem járt Pécs városában, 2008. november 16-a óta arcát és nevét mégis emléktábla őrzi a Széchenyi térről nyíló Nagy Lajos Gimnázium bejárati falán. Győrfi Lajos éremnagyságú domborművét, amelyet márvány emléktáblára helyeztek, a Tóth Ilona Alapítvány és az Összefogás Pécsért Egyesület állíttatta.
2010. február 24-én a kommunista diktatúrák áldozatainak emléknapja alkalmából a meggyilkolt medika volt iskolájában, a zuglói Teleki Blanka Gimnáziumban is Tóth Ilonka-emléktáblát avattak.
2011-ben vette fel a Tóth Ilona Egészségügyi Szolgálat nevet Budapest XXI. Kerületének járóbeteg szakellátását adó intézménye, ami 1948-ban kezdte meg működését (a 2021-ben is működtető szervezete 1993. január 1-én került kialakításra), fenntartója pedig Budapest XXI. Kerület Csepel Önkormányzata, hogy az ő szellemiségében törekedjék a kerület polgárainak ellátására.
2016-ban Budapesten a Péterfy Sándor utcai Kórházban is domborművet kapott Tóth Ilona, aki az 1956-os forradalom idején az intézményben, szigorló orvosként dolgozott. A mű Rizmayer Róbert alkotása. Az avatóünnepségen az érdeklődők megtekinthették többek között az 1956. október 23-án írt műtéti naplót is.
2018-ban a Semmelweis Egyetem posztumusz Pro Universitate díjat adományozott Tóth Ilonának a Szenátus egyhangú döntésével, dr. Merkely Béla rektor javaslatára, amit a család nevében a medika unokahúga, dr. Tóth Dóra vett át.
2020 októberében avatták a kőbányai Bajcsy-Zsilinszky Kórház és Rendelőintézet udvarán Kontur András szobrászművész kőből faragott alkotását.
Életét, perét több műfajban is feldolgozták pro és kontra:
Könyvekben:
- Obersovszky Gyula: Tóth Ilona a magyar Jeanne d' Arc (Godex Print Kiadó, 1999)[42]
- Jobbágyi Gábor: A néma talp. Tóth Ilona az orvosi kar mártírja (Püski Kiadó, 2002; Kairosz Kiadó, 2006[43])[44]
- Eörsi László: Mítoszok helyett – 1956 (Tanulmányok: Budapest ostroma, 1956. Dudás József a forradalomban. Tóth Ilona. Manseld Péter. A bécsi „Magyar Forradalmi Tanács”. A „Bástya” csoport. Noran kiadó, 2003)[45]
- Jobbágyi Gábor: "Ártatlan vagyok". Ismeretlen dokumentumok, emlékképek Tóth Ilonáról (Magyar Ház, Magyar Ház könyvek sorozat, 2007)[46][47]
- Kiss Réka–M. Kiss Sándor: A csalogány elszállt. Tóth Ilona tragikuma (Kairosz Kiadó, 2007)[48]
- Szilágyi Andor: tothilonka.hu (készülő 56-os mártír Tóth Ilonka film forgatókönyve, Kinograf kiadó, 2012)[49]
- M. Kiss Sándor: Csalogányvadászok. Három tételben a Tóth Ilona-ügyről, 1956–1966–1989. Kádár Jánostól – Kádár Jánosig (Éghajlat Könyvkiadó, 2015)[50]
- Eörsi László: Rendkívüli idők, rendkívüli cselekmények – Tóth Ilona és Mansfeld Péter története és mítosza (Ab Ovo, 2016)[51]
- Szakolczai Attila: Gyilkosság különös kegyetlenséggel. A Tóth Ilona és társai per komplex vizsgálata (Budapest Főváros Levéltára, Disszertációk Budapest Főváros Levéltárából sorozat, 2016)[6]

Színpadi művekben:
- Döbrentei Kornél Szoboravatás címmel oratóriumot írt kihallgatásáról és kivégzéséről, amely először a Lyukasóra című folyóirat 2003. októberi számában jelent meg, és a Szépirodalmi Figyelő is leközölte.[52] A vers Sinkovits-Vitay András 2017-es Elmaradt vezeklés című, két CD-s szavalóalbumán is meghallgatható.[53]
- Kovács Márton–Mohácsi István–Mohácsi János: x56 06 / őrült lélek vert hadak című zenés darabját a kaposvári Csiky Gergely Színházmutata be 2006. október 27-én, ami második részének nyitójelenetében az író-rendezőt „nem a történethűség érdekelte”, „hanem az út, amely emberöléshez vezette a medikát”, ez nagy felháborodást keltett.[54][55]
- Velekei László és a Győri Balett: Tóth Ilona emlékére '56 című táncszínházi beavató estjét 2008. november 23-án mutatta be a Győri Nemzeti Színház a Kisfaludy teremben, a Fiatalok a fiatalokért! programsorozat keretében.[56]
- Ditzendy Attila Arisztid: Született október 23-án című monodrámáját Szinovál Gyula rendezésében 2013-ban a Szép Ernő Színházzal együttműködésben az Újpest Színház mutatta be.[57]
- Szilágyi Andor: Tóth Ilonka – 2016-ban a varsói Teatr Polski és a budapesti Nemzeti Színház tűzte műsorára.[58]
- Horváth Attila ötlete alapján Bácskay Zsolt és Horváth Tamás, illetve Sultz Sándor, Jászfalvi Walter, Hegyi Árpád Jutocsa: Őrizd a lángot! – Tóth Ilona 1956 rockmusical, ősbemutatója Koltay Gábor rendezésében 2016-ban az Erzsébetligeti Színházban volt, majd a nagy sikerű előbemutató után a szerzők a színpadi tapasztalatok alapján kiegészítették és a következő évben is bemutatták.[59][60] 2018-ban Kupi Gábor is megrendezte, így a Baracskai Dráma Klub saját változatában adta elő a darabot.[61]

Filmeken:
- Ki volt Tóth Ilona? (rendező: Ordódy György, magyar dokumentumfilm, 59 perc, 1998)[62]
- „Tisztítótűz tetején álltunk” (rendező: Jelenczki István, magyar dokumentumfilm, 98 perc, 2008)[63]
- Tóth Ilona – Szabadnak születni (rendezők: Mező Gábor és Kerekes András, rövidfilm, 2020)[64]

## Galéria

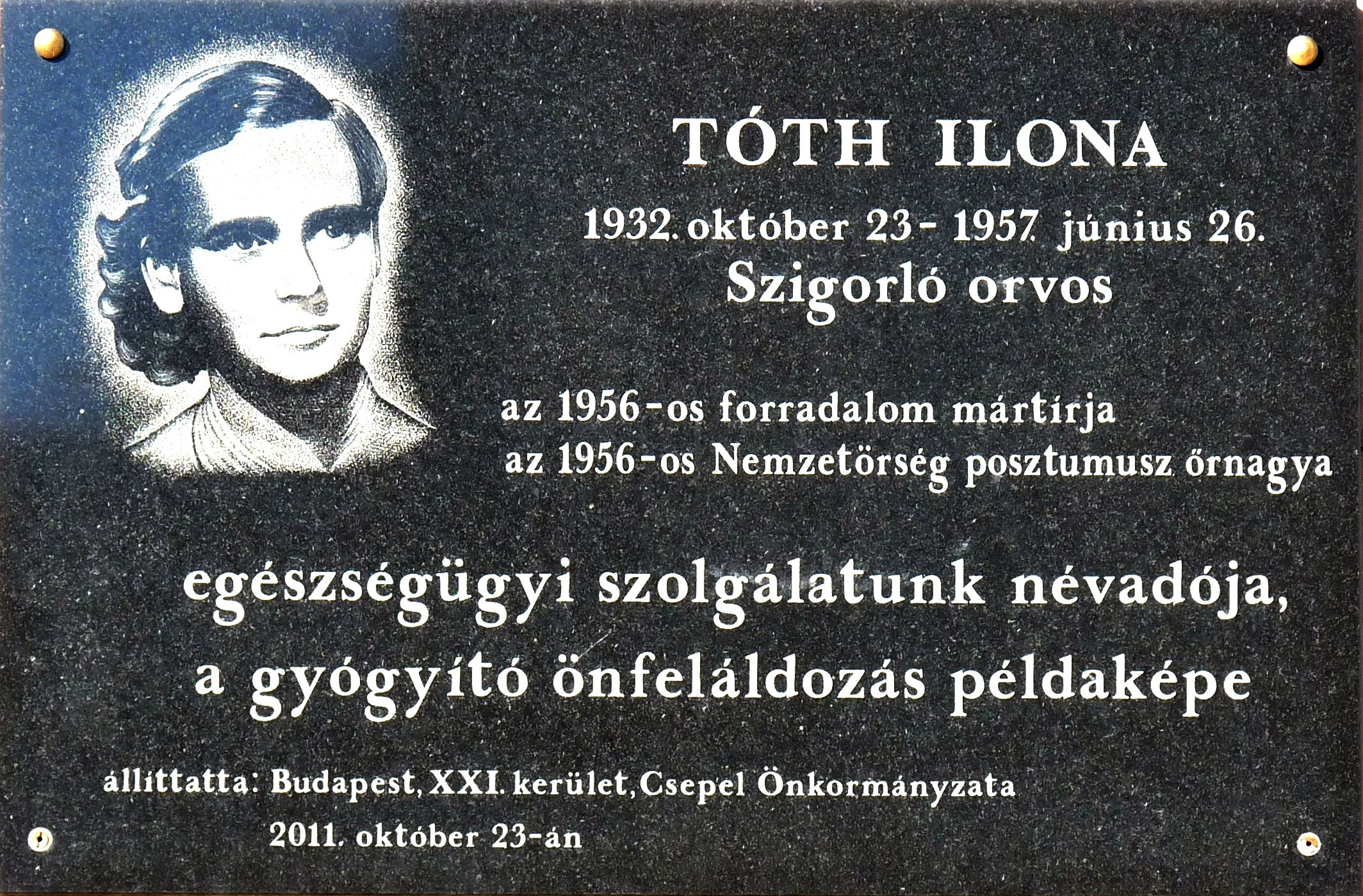
Emléktáblája a nevét viselő csepeli szakorvosi rendelőintézet falán. (Budapest XXI. ker., Görgey Artúr tér 8.)
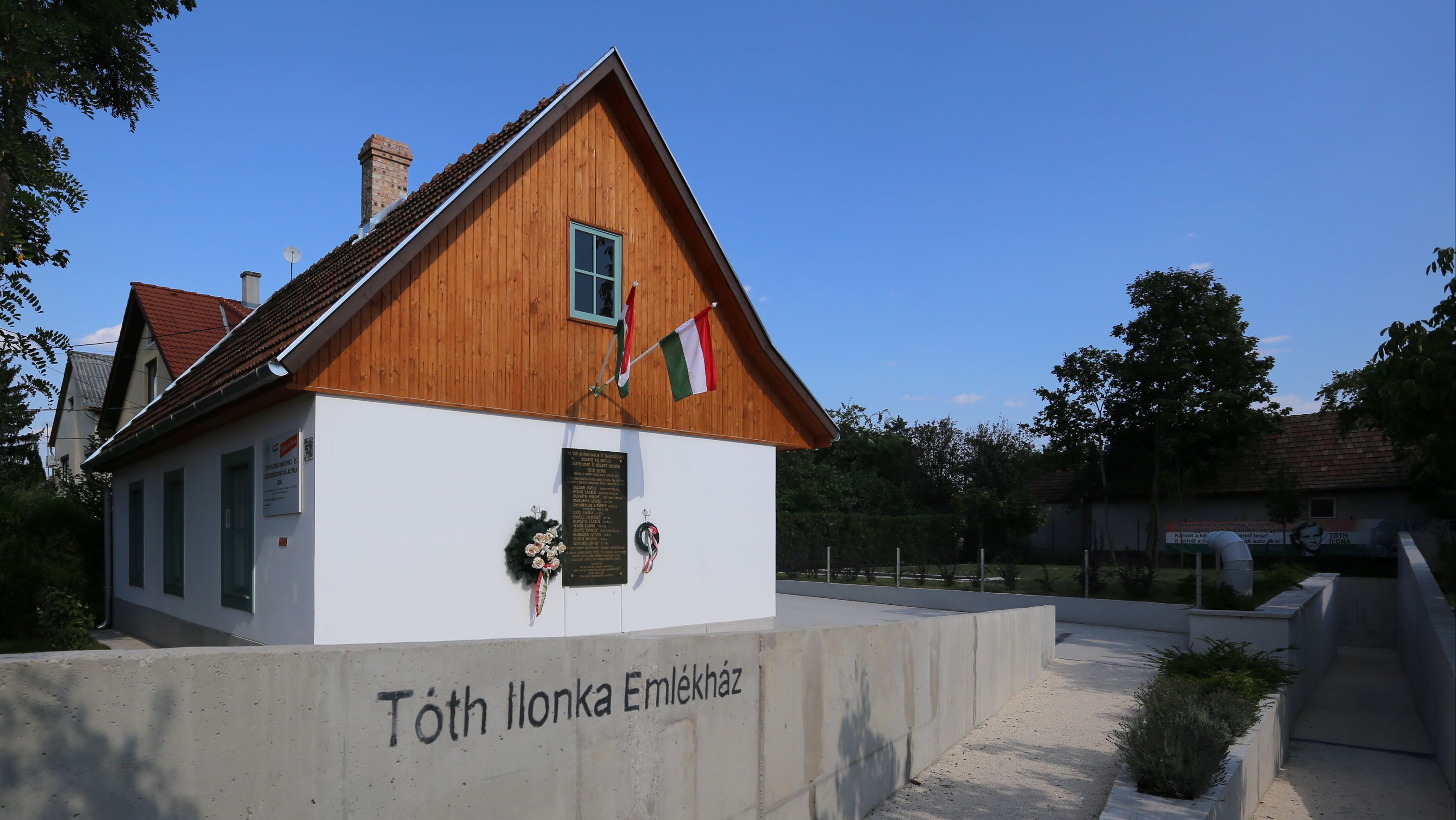
Tóth Ilonka Emlékház Cinkotán, 1162 Budapest, Állás u. 57.
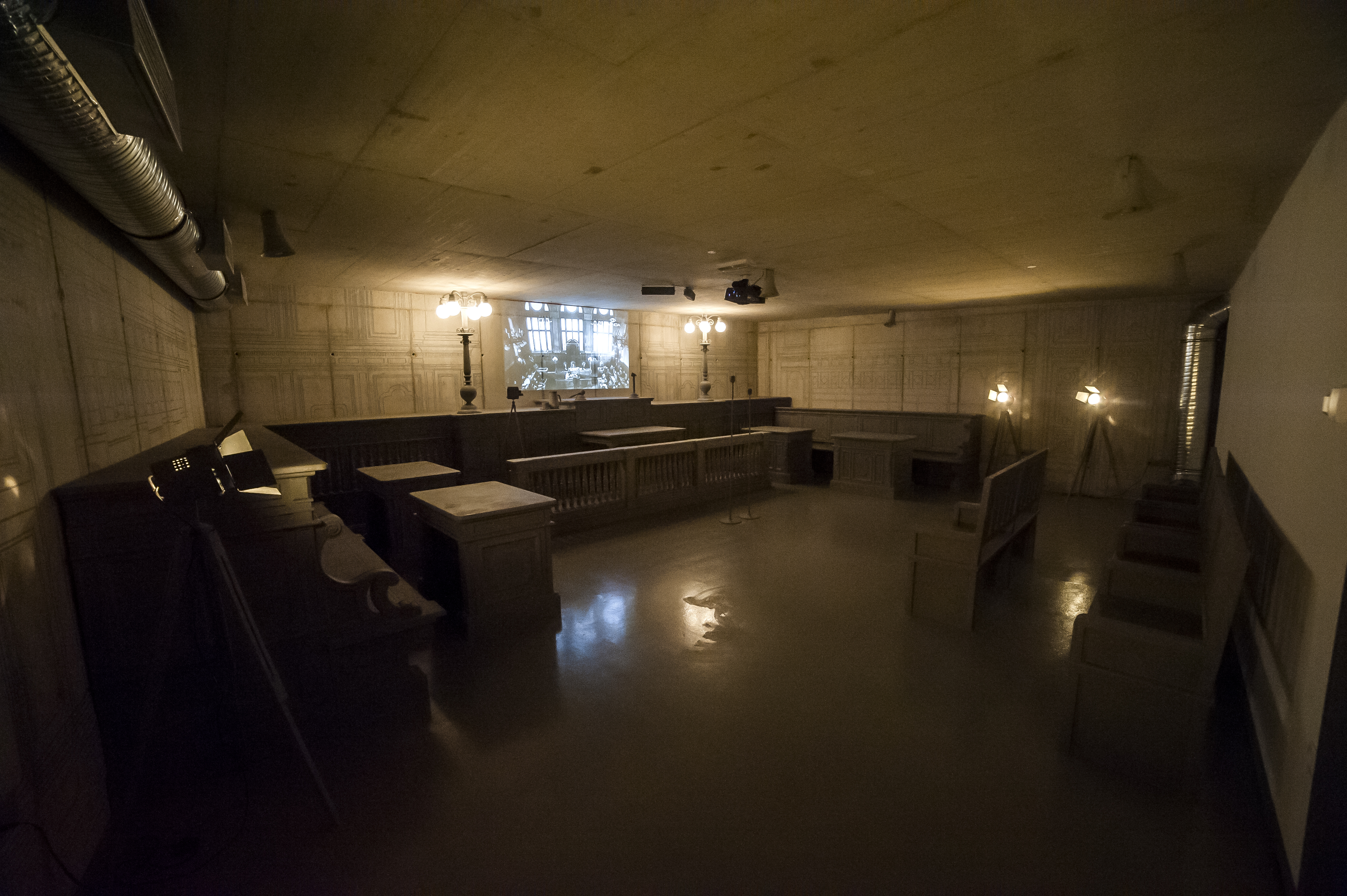
A Tóth Ilona-per tárgyalótermének rekonstrukciója a Tóth Ilonka Emlékházhoz tartozó konferencia- és oktatóközpontban. (A per első fokon a Fővárosi Bíróságon zajlott)
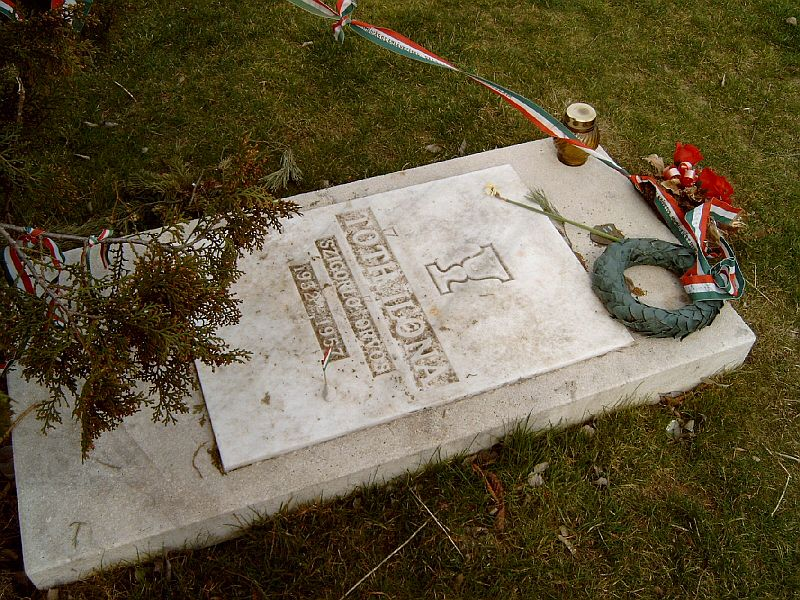
Tóth Ilona szigorló orvos síremléke. (Budapest, Új köztemető: 301-es parcella)